# مارشيانا مارينا
مارشيانا مارينا هي مدينة وبلدة في مقاطعة ليفورنو، التي هي المنطقة الإدارية في توسكانا  بإيطاليا آنذاك .
ومدينة مارشيانا مارينا تعتبر واحدة من أهم مدن جزيرة إلبا . وهي تقع على مستوى سطح البحر ، ويبلغ عدد سكانها ما يقرب من 2.000 نسمة.
كما يوجد بمدينة مارشيانا مارينا  مرسى صغير يدعى سيركولو ديلا ڤيلا، ويوجد بها أيضاً شاطئين صغيرين ، و بها أيضاً توري ميديكا قديم تم بناؤه لحماية المدينة في الماضي من غزو القراصنة المتكرر.
وقد حافظ المنتزه الذي ينتقل من الجزء القديم من المدينة، المسمى بإل كوتوني، على السمات المعمارية والحضرية الأصلية للقرن الثامن عشر.